# ミサ曲第5番 (シューベルト)

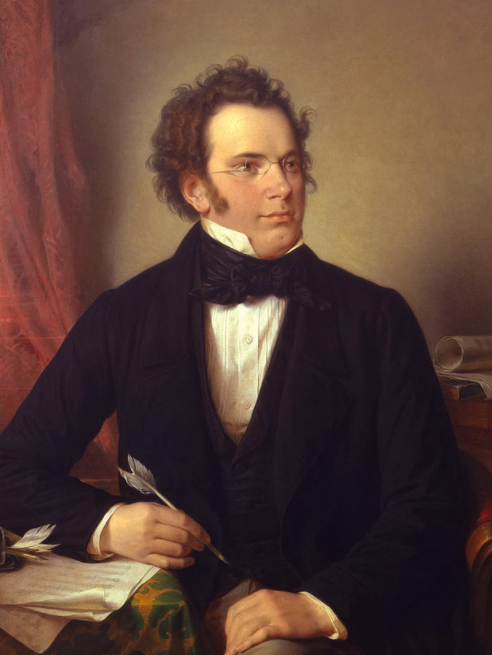
フランツ・シューベルト

ミサ曲第5番 変イ長調 D678 は、フランツ・シューベルトが1822年に作曲したミサ曲。シューベルトの生前に本作が演奏されたという記録は残っていない。ミサ・ソレムニスに分類される。

## 概要
シューベルトは1819年11月に本作の作曲に着手し、3年後の1822年に完成させている。この間、作曲者は他の様々な仕事にも注意を払わねばならなかった。そのうちのひとつには兄のフェルディナントに依頼されたミサ曲（D755）があった。シューベルトは1822年11月にオルガン・パートを脱稿し、1823年には演奏の計画も立てられたものの、彼の存命中に演奏が行われたという記録は存在しない。
本作と続く第6番はシューベルトの「後期ミサ曲」と看做されている。この2作は「語句を音楽的に解釈しようとする姿勢」において、それまでの4作とは一線を画している。シューベルトは技術力と和声に関する知識の総体的な円熟の利点を活用し始めており、宗教音楽と世俗音楽の両方を作曲してきた経験と合わせ、標準的な典礼文にそれ以上の意味合いを付加している。これまでの楽曲でもテクストから一部の節を省略することが知られていたが、シューベルトは後期ミサ曲においてさらに進んだ自由さを見せており、「意味するもののある特定の側面に関する表現を深める、もしくは強化する」目的でテクストを足したり引いたりしている。
シューベルトは1826年に改訂を行い、グローリアのCum Sancto Spirituの部分でフーガを簡素化し、Osannaを変更した。1827年にはこの版を用いてホーフブルク宮殿の礼拝所の副カペルマイスター登用オーディションに臨んだが、挑戦は成功しなかった。シューベルトはこのミサ曲を宮廷で演奏して欲しいと要望したが、宮廷楽長のヨーゼフ・アイブラーは皇帝フランツ1世が好む様式でないという理由でこれを却下している。彼が宮廷作曲家であったヨーゼフ・ヴァイグルを贔屓しており、演奏によって生じることになる謝金をシューベルトに支払いたくなかったため、こうした口実を用いたという可能性もある。
シューベルト学者のブライアン・ニューボールドは後期ミサ曲を「2つの最良かつ最も堅固な歌唱作品」と看做しており、シューベルト自身も変イ長調の作品を非常に高く評価していたに違いない。それは「長期にわたり携わった」こと、そして何度も本作を見直していることから窺える。1822年12月に友人のヨーゼフ・フォン・シュパウンに宛てた手紙では、このミサ曲が「上手くできたので」皇帝フランツ1世もしくは皇后カロリーネへ献呈することを考慮したと記されている。
このミサ曲と未完のオラトリオ『ラザロ』（D689）は、シューベルトの生死観を反映した作品であると考えられている。
後期ミサ曲はアントン・ブルックナーのミサ曲第3番に影響を与えた可能性がある。

## 編成
ソプラノ、アルト、テノール、バス独唱、混声合唱（divisiあり）、ヴァイオリン2部、ヴィオラ、フルート2、オーボエ2、クラリネット2、ホルン2、トランペット2、トロンボーン3、ティンパニ、通奏低音（チェロ、コントラバス、オルガン）

## 楽曲構成
全6曲から成る。演奏時間は約46分。注釈は1822年版に基づく。
1. キリエ アンダンテ・コン・モート 変イ長調 2/2拍子
2. グローリア アレグロ・マエストーソ・エ・ヴィヴァーチェ ホ長調 3/4拍子
Gratias agimus tibi アンダンティーノ イ長調 2/4拍子
Domine Deus, Rex coelestis イ長調
Gratias agimus tibi アンダンティーノ イ長調 2/4拍子
Domine Deus, Agnus Dei アレグロ・モデラート ホ長調 2/2拍子
3. クレド アレグロ・マエストーソ・エ・ヴィヴァーチェ ハ長調 2/2拍子
Et incarnatus est グラーヴェ 変イ長調 3/2拍子
Et resurrexit アレグロ・マエストーソ・エ・ヴィヴァーチェ ハ長調 2/2拍子
4. サンクトゥス アンダンテ ヘ長調 12/8拍子
オーケストラが短い前奏曲をヘ長調で開始したところへ、合唱が嬰ヘ短調で入ってきて「見事な」効果をもたらす[5]。
Osanna in excelsis アレグロ ヘ長調 6/8拍子
5. ベネディクトゥス アンダンテ・コン・モート 変イ長調 4/4拍子
Osanna in excelsis アレグロ ヘ長調 6/8拍子
6. アニュス・デイ アダージョ 変イ長調 3/4拍子
Dona nobis pacem アレグレット 変イ長調 2/2拍子